# Wilczyce (gmina)
La gmina de Wilczyce est une commune rurale de la voïvodie de Sainte-Croix et du powiat de Sandomierz. Elle s'étend sur 69,94 km2 et comptait 3 905 habitants en 2010. Son siège est le village de Wilczyce qui se situe à environ 10  kilomètres au nord-ouest de Sandomierz et à 75 kilomètres à l'est de Kielce.

## Villages
La gmina de Wilczyce comprend les villages et localités de Bożęcin, Bugaj, Dacharzów, Daromin, Dobrocice, Gałkowice-Ocin, Łukawa, Ocinek, Pęczyny, Pielaszów, Przezwody, Radoszki, Tułkowice, Wilczyce, Wysiadłów et Zagrody.

## Gminy voisines
La gmina de Wilczyce est voisine des gminy de Dwikozy, Lipnik, Obrazów, Ożarów et Wojciechowice.